# Jimmy Lawrence
James Lawrence (Glasgow, 16 febbraio 1885 – Glasgow, 21 novembre 1934) è stato un allenatore di calcio e calciatore scozzese, di ruolo portiere.
Detiene il record di presenze con la maglia del Newcastle United, con ben 496 gettoni ottenuti di cui 432 in campionato.
Ha giocato una partita nella nazionale scozzese: il 1º aprile 1911, nel Torneo Interbritannico, contro l'Inghilterra (1-1).

## Palmarès
- Campionato inglese: 3

Newcastle United: 1904-1905, 1906-1907, 1908-1909
- Charity Shield: 1

Newcastle United: 1909
- Coppa d'Inghilterra: 1

Newcastle United: 1909-1910